# Демкино (Липецкая область)
Демкино — село Чаплыгинского района Липецкой области, административный центр Демкинского сельсовета.

## География
Село расположено на берегу реки Становая Ряса в 18 км на юг от райцентра города Чаплыгин.

## История
Дёмкино в качестве села «с церковью Великомученика Димитрия Селунскаго» упоминается с окладной книге 1676 года. Вместо упоминаемой в XVII столетии Дмитриевской церкви и сгоревшей, в 1773 году была поставлена вновь также деревянная церковь и в прежнее храмонаименование, купленная в г. Добром, но и эта в 1859 году была за ветхостью разобрана. В каменной двухэтажной церкви, построение которой начато в 1851 году, престол в честь св. ап. Иакова Алфеева, находящийся в нижнем этаже, освящён в 1859 году, а престолы в честь св. Троицы и великомученика Димитрия — в верхнем — в 1862 году. Одновременно с церковью построена была также каменная колокольня, высота которой достигала до 14 сажень. Верхний этаж церкви в 1877 году был украшен стенною живописью.
В XIX — начале XX века село входило в состав Путятинской волости Раненбургского уезда Рязанской губернии. В 1906 году в селе было 181 дворов.
С 1928 года село являлось центром Демкинского сельсовета Раненбургского района Козловского округа Центрально-Чернозёмной области, с 1944 года — в составе Колыбельского района, с 1954 года — в составе Липецкой области, с 1956 года — в составе Чаплыгинского района.

## Население
| 1859 | 1897  | 1906  | 2010 | 2012 | 2013 | 2014 |
| ---- | ----- | ----- | ---- | ---- | ---- | ---- |
| 1650 | ↗2371 | ↗2548 | ↘440 | ↗459 | ↘452 | ↘451 |
| 2015 | 2016  | 2017  | 2018 | 2021 |      |      |
| ↘428 | ↗438  | ↘424  | ↘419 | ↘400 |      |      |

### Известные жители
- Дёмкин, Иоанн Иоаннович (1837—1916) — священник в Благовещенской церкви на Васильевском острове Санкт-Петербурга (1861—1913).
- Фокин, Александр Серафимович (1954—2005) — глава города Подольск Московской области (2003—2005).

## Инфраструктура
В селе имеются дом культуры, фельдшерско-акушерский пункт, отделение почтовой связи.

## Достопримечательности
В селе расположена восстанавливаемая Троицкая церковь (1862).